# Pobles ugrofinesos

Proposta de bandera ugrofinesa

Els pobles ugrofinesos són un conjunt de pobles que parlen llengües pertanyents a la branca ugrófinesa de la família lingüística uraliana. Aquests pobles es troben principalment al nord i nord-est d'Europa i a l'oest de Sibèria, i inclouen grups tan diversos com els finesos, estonians, cares, udmurts, komi, maris, mordvins, mansis i khantis. Tot i la seva dispersió geogràfica i les diferències culturals particulars, comparteixen trets lingüístics comuns i un origen ancestral arrelat a les estepes i boscos eurasiàtics.
La relació entre els pobles ugrofinesos ha estat objecte d’estudi per part de lingüistes, antropòlegs i arqueòlegs, que han intentat reconstruir la seva història comuna i les migracions que els van portar fins als seus territoris actuals. Aquest article ofereix una visió completa de les seves característiques lingüístiques, culturals, històriques i socials.

## Classificació i llengües

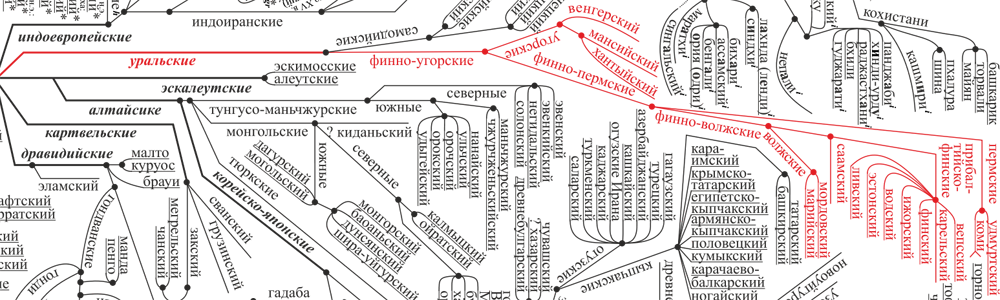
Llengües ugrofineses

Els pobles ugrofinesos constitueixen una part de la família lingüística uraliana, una família no indoeuropea que s'estén per parts d'Europa del Nord, la regió del Volga, els Urals i l'oest de Sibèria. La branca ugrofinesa, dins d’aquesta família, és la més nombrosa i es divideix tradicionalment en dues sub-branques principals: finesopermiana i ugriana. Aquesta classificació, basada en criteris filogenètics, ha estat refinada al llarg de les dècades amb l’ajuda de la lingüística comparada i de la reconstrucció del proto-uralià.

### Branca finesopermiana
Aquesta branca inclou la majoria dels pobles ugrofinesos europeus i es divideix en diverses sub-branques:
- Fines occidental: inclou el finès, l'estonià, el carelià, el veps i altres llengües menors com el livonià i el võro.
- Fines oriental: incorpora llengües com el mari (o txeremís), dividit en dues varietats principals: el mari de les prades i el mari de les muntanyes.
- Permià: representada per les llengües komi (en les seves varietats: komi-zirian i komi-permià) i l’udmurt (o votiac).[1][2][3]

Aquestes llengües comparteixen un conjunt de característiques morfosintàctiques, com ara:
- Harmonia vocàlica (més conservada en el finès i el mari)
- Sistemes de caos molt desenvolupats (fins a 14 en finès, 17 en komi)
- Aglutinació: ús intensiu de sufixos per a marcar funcions gramaticals
- Absència de gènere gramatical
- Ordre flexible de paraules (amb SOV com a patró dominant en les llengües més conservadores)

Pel que fa a la fonologia, hi ha una gran variabilitat entre llengües. El finès presenta una fonologia més simplificada, mentre que altres com l’udmurt o el komi mantenen oposicions consonàntiques més complexes. L’estonià, influenciat pel contacte prolongat amb llengües bàltiques i germàniques, ha desenvolupat innovacions prosòdiques úniques, com els tres graus de durada consonàntica.
Cal destacar també les diferències dialectals dins de cada llengua. El komi-zirian i el komi-permià, tot i ser mútuament intel·ligibles en part, tenen variacions importants de vocabulari i fonètica. El mari, al seu torn, mostra una riquesa dialectal influïda pel contacte amb llengües turques com el txuvaix i el tàtar.

### Branca ugriana
Aquesta branca es compon de tres llengües principals:
- Hongarès: amb aproximadament 13 milions de parlants, és la llengua ugrofinesa més parlada i l’única amb estatus de llengua oficial a la Unió Europea (Hongria). Ha evolucionat considerablement respecte a les altres llengües ugrofineses degut al seu aïllament geogràfic i al contacte intens amb llengües turques, eslaves i llatines.[11][12][13][14]
- Khanti (ostiac): parlat per aproximadament 9.000 persones a Sibèria occidental (Khantia-Mànsia). Presenta una morfologia verbal rica, amb marcatge per a subjecte i objecte.[15][16][17]
- Mansi (vogul): avui dia en situació crítica, amb menys de 1.000 parlants, també localitzats a l'oest de Sibèria.[18][19]

Tant el khanti com el mansi presenten trets morfològics similars al proto-uralià, incloent-hi el sistema de casos locatius, la concordança verbal doble (subjecte-objecte) i una sintaxi que permet la topicalització flexible. A diferència del hongarès, aquestes llengües han mantingut formes verbals negatives i temps verbals aspectuals més diferenciats. A més, conserven trets fonològics arcaics com l'oposició entre vocals centrals i posteriors i la nasalització vocal.

### Llengües minoritzades i revitalització
Moltes de les llengües ugrofineses actuals estan en perill. Diverses llengües com el livonià (extint com a llengua materna), el veps i el mansi tenen un nombre molt reduït de parlants, sovint ancians. Tot i que les constitucions de les repúbliques autònomes dins la Federació Russa reconeixen oficialment aquestes llengües, la realitat és que el seu ús s'ha restringit dràsticament a l'àmbit privat o simbòlic.
A més de la reducció del nombre de parlants, hi ha altres factors que contribueixen a la seva minorització: migracions internes, russificació cultural, manca de prestigi social de les llengües pròpies, i escassa presència en els mitjans de comunicació. En molts casos, les llengües tradicionals només s’utilitzen en rituals familiars o folklòrics, sense una transmissió intergeneracional activa.
En contrast, el finès i l’estonià han assolit un alt nivell d’estandardització, ús educatiu, administratiu i mediàtic. Això ha facilitat la seva supervivència i expansió com a llengües modernes plenes. En el cas hongarès, l’idioma ha mantingut una gran vitalitat i ha desenvolupat una literatura i sistema educatiu molt ric.

### Contactes lingüístics
Les llengües ugrofineses han estat en contacte amb diverses famílies lingüístiques:
- Contacte amb les llengües indoeuropees: Eslavització a l’àrea del Volga (mordví, mari, udmurt), influència germànica i bàltica en estonià i finès.[20][21][22][23][24][25][26]
- Contacte amb llengües turques: Especialment notable en les llengües del Volga (el txuvaix ha deixat empremta lèxica i sintàctica en maris i mordvins).[27][28][29]
- Contacte amb llengües paleosiberianes: Especialment en mansi i khanti.[30][31][32]

Aquests contactes han deixat empremtes lèxiques (préstecs), gramaticals i fonològiques. Per exemple, el hongarès ha adoptat molts termes de l’eslau, el llatí i el turc, mentre que l’estonià té molts manlleus del suec i l’alemany. Els préstecs lèxics no només afecten el vocabulari bàsic, sinó també terminologia tècnica, religiosa i administrativa.

### Estatus jurídic i normativització
Algunes llengües ugrofineses compten amb estàndards oficials ben establerts (finès, estonià, hongarès), mentre que altres lluiten per mantenir una presència institucional mínima. Hi ha intents de normativització en udmurt, komi i mari, però el suport estatal és insuficient o inconsistent.
Els sistemes educatius d’aquestes regions autònomes inclouen sovint l’ensenyament de la llengua pròpia a nivell primari, però rarament més enllà. Els materials pedagògics solen ser escassos i la preparació del professorat insuficient. Els esforços d’estandardització es troben sovint amb dificultats derivades de la fragmentació dialectal i la manca de consens entre lingüistes locals.
Malgrat aquests obstacles, hi ha iniciatives comunitàries per fomentar la literatura juvenil, els recursos digitals i la creació de continguts multimèdia en llengües minoritzades. Plataformes com YouTube i TikTok s’estan convertint en espais emergents de visibilització lingüística. A més, s’han desenvolupat projectes col·laboratius per crear diccionaris digitals, aplicacions per a l’aprenentatge i audiollibres per reforçar l’exposició a la llengua oral.

### Reptes i perspectives
El futur de moltes llengües ugrofineses depèn de la combinació de polítiques lingüístiques valentes, suport social i desenvolupament tecnològic. L’impuls de projectes de digitalització (com ara teclats, traductors, correctors i corpus lingüístics), la creació de continguts audiovisuals i l’ensenyament immersiu són claus per a la revitalització.
Un aspecte clau és també la motivació identitària: quan els joves associen la seva llengua ancestral amb un valor cultural positiu, l’interès per aprendre-la augmenta. Iniciatives com festivals multilingües, colònies d’estiu en llengua pròpia i grups de conversa han tingut resultats esperançadors en algunes regions.
Tanmateix, l’èxit dels casos del finès i l’estonià mostra que amb voluntat política i cohesió identitària, aquestes llengües poden no només sobreviure, sinó florir en el món contemporani.

## Distribució geogràfica

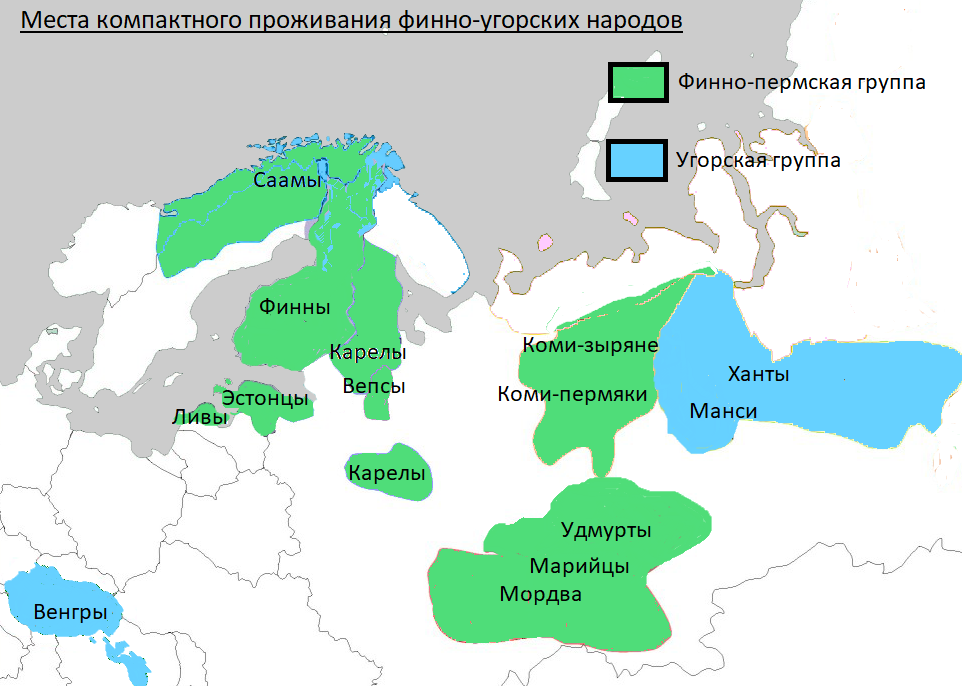

Els pobles ugrofinesos es troben repartits per una àmplia regió que abasta el nord i nord-est d’Europa, així com parts de Sibèria occidental. La seva distribució és resultat tant de processos migratoris antics com de la seva adaptació als entorns naturals on s’han establert durant segles. Tot i que actualment molts d’aquests pobles viuen en estats moderns com Rússia, Finlàndia i Estònia, mantenen una identitat cultural pròpia.
A Europa del Nord, els principals representants són els finesos, els estonians i els cares. Els finesos constitueixen la major part de la població de Finlàndia, mentre que els estonians representen la majoria a Estònia. Ambdós països són estats independents amb llengües oficials d’origen finoúgric, cosa que ha afavorit la preservació i promoció de les seves llengües i identitats culturals. D’altra banda, el poble care, que viu principalment a la República de Carèlia (a Rússia) i en algunes zones frontereres amb Finlàndia, ha vist reduïda la seva presència i influència a causa de processos d’assimilació i eslavaització durant el segle XX.
Els pobles de la regió del Volga, com els maris, els mordvins i els udmurts, viuen majoritàriament a les repúbliques autònomes que porten el seu nom dins de la Federació Russa: Mari El, Mordòvia i Udmúrtia, respectivament. Aquesta regió, coneguda com el «bressol dels pobles ugrofinesos», és una de les àrees amb més densitat de població ugrofinesa fora dels estats nacionals de Finlàndia i Estònia. Tot i això, aquestes repúbliques estan sotmeses a una forta influència cultural i política russa, fet que ha provocat una important substitució lingüística cap al rus, especialment a les zones urbanes.

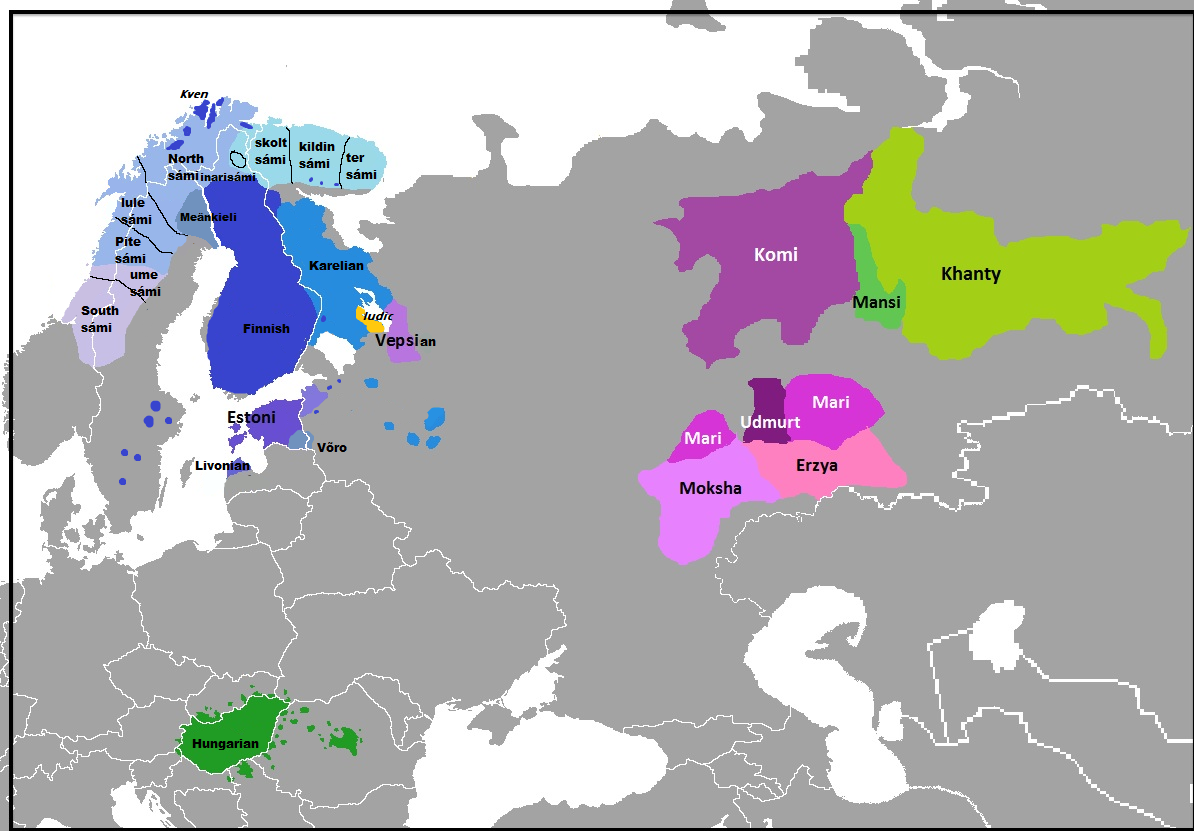
Llengües ugrofineses

Més a l’est, als contraforts dels Urals i la Sibèria occidental, hi trobem pobles com els komi i els khantis i mansis. Els komi es divideixen en dues branques principals: komi-permiaks i komi-zyrians, i viuen majoritàriament a la República dels Komi i a l’antiga regió autònoma dels Komi-Permiaks. Els khantis i mansis, en canvi, són pobles indígenes de la regió de Khanti-Mansia, també coneguda com Iugrà, una àrea rica en recursos naturals, especialment petroli i gas, que ha patit una ràpida transformació en les darreres dècades a causa del desenvolupament industrial.
En total, la població ugrofinesa es dispersa en una àrea que va des del golf de Finlàndia fins al riu Obi, i des de l’Àrtic fins a les estepes del sud de Rússia. Aquesta gran dispersió ha provocat una varietat notable en l’adaptació als entorns geogràfics i culturals. Mentre que alguns pobles, com els finesos i estonians, viuen en societats altament urbanitzades i modernitzades, altres, com els khantis i mansis, mantenen una forta connexió amb els seus modes de vida tradicionals, com la caça, la pesca i el pasturatge de rens.
Malgrat els desafiaments moderns, com l'assimilació cultural i la globalització, molts d’aquests pobles continuen mantenint viva la seva presència al territori mitjançant activitats culturals, revifalles lingüístiques i polítiques d’autonomia local. La seva distribució geogràfica és, per tant, no només una dada cartogràfica, sinó també una expressió viva de la diversitat cultural d’Euràsia.

## Història i orígens
Els orígens dels pobles ugrofinesos es remunten a diversos mil·lennis enrere dins del context més ampli de la família uràlica, que també inclou les llengües samoiedes. L'ancestre comú dels pobles ugrofinesos, sovint anomenat proto-uràlic, es creu que es va parlar fa aproximadament entre 4000 i 6000 anys, possiblement a la regió dels Urals, encara que hi ha diferents teories sobre la ubicació exacta del bressol uràlic. Aquesta llengua original hauria donat lloc, amb el temps, a les branques lingüístiques que avui dia conformen el grup ugrofinesos.

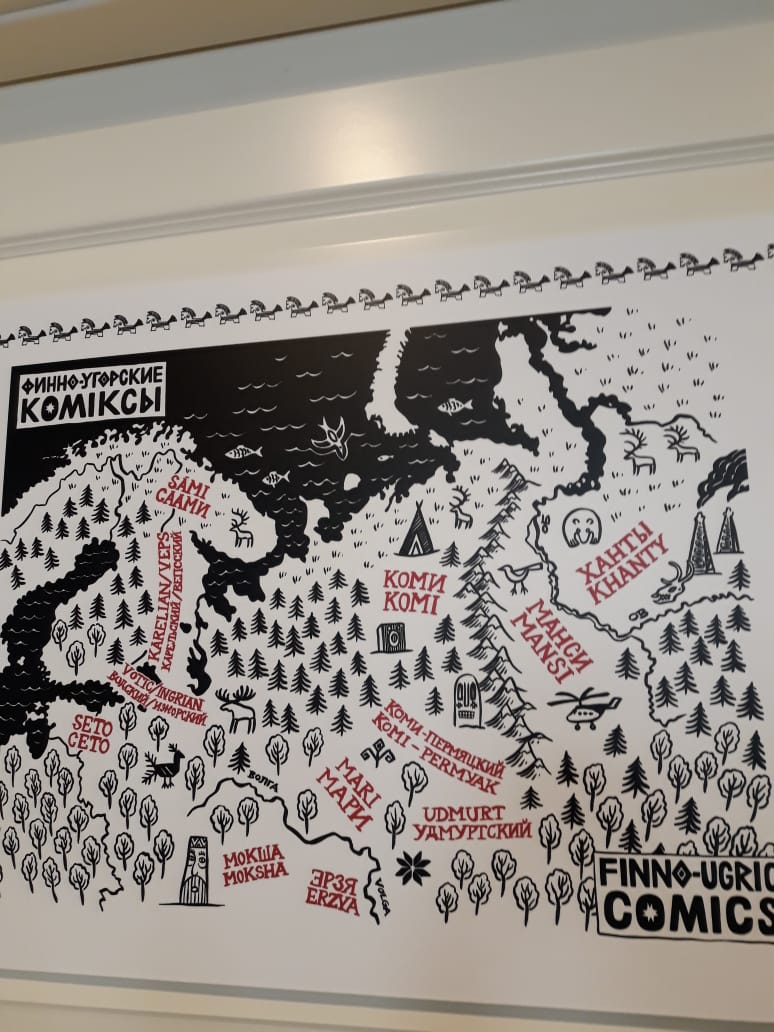

Els primers registres arqueològics associats a les poblacions uràliques mostren una cultura basada en la caça, la pesca i la recol·lecció, amb una transició gradual cap a formes més sedentàries d’agricultura i ramaderia. Les migracions successives cap a l’oest i el nord van donar lloc a l’establiment de comunitats fineses i bàltiques, mentre que d’altres grups es van desplaçar cap a la regió del Volga i més enllà, establint-se a zones que avui formen part de Rússia occidental i central.
A mesura que aquestes poblacions s’estenien, es van veure influenciades per pobles veïns, com els eslaus, els escandinaus, els turquesos i els bàltics. Aquestes interaccions van tenir un impacte profund tant en l’evolució de les llengües com en els costums culturals. Per exemple, els maris i mordvins van incorporar elements culturals i lèxics dels pobles turquesos i eslaus, mentre que els komi i udmurts es van veure afectats per la presència russa, especialment a partir del segle XIV amb l’expansió de l’estat moscovita.
L’edat mitjana i moderna van ser períodes especialment difícils per a molts pobles ugrofinesos, ja que van experimentar conquestes, assimilacions forçoses i, en molts casos, la pèrdua de les seves estructures polítiques autònomes. A Finlàndia i Estònia, la dominació sueca i posteriorment russa va influir fortament en la societat, tot i que aquestes regions van aconseguir preservar millor la seva identitat lingüística i cultural. En canvi, a l’interior de Rússia, moltes comunitats ugrofineses van ser sotmeses a processos intensos de russificació i integració forçada.
Al segle xx, el període soviètic va comportar una etapa de reconeixement oficial de diverses nacionalitats ugrofineses mitjançant la creació de repúbliques autònomes, però aquest reconeixement sovint es limitava a l’àmbit formal, mentre que les polítiques de col·lectivització, industrialització i control ideològic contribuïren a una major erosió cultural. Malgrat això, també es van produir esforços de documentació i estudi lingüístic, així com iniciatives d’educació en llengües locals, tot i que amb recursos i suport desigual.
Amb la fi de la Unió Soviètica i l’auge del nacionalisme cultural als anys 90, moltes comunitats ugrofineses van començar processos de revitalització lingüística i cultural. Avui dia, encara que molts d’aquests pobles es troben en situació minoritària i alguns en perill de desaparició cultural o lingüística, continuen lluitant per preservar les seves tradicions i llengües, sovint amb el suport d’organitzacions internacionals, universitats i moviments indigenistes.
L’estudi dels orígens i la història dels pobles ugrofinesos continua sent una disciplina activa dins de la lingüística comparada, l’antropologia i l’arqueologia, i contribueix significativament a la comprensió de la diversitat ètnica i lingüística d’Euràsia.

## Cultura i religió

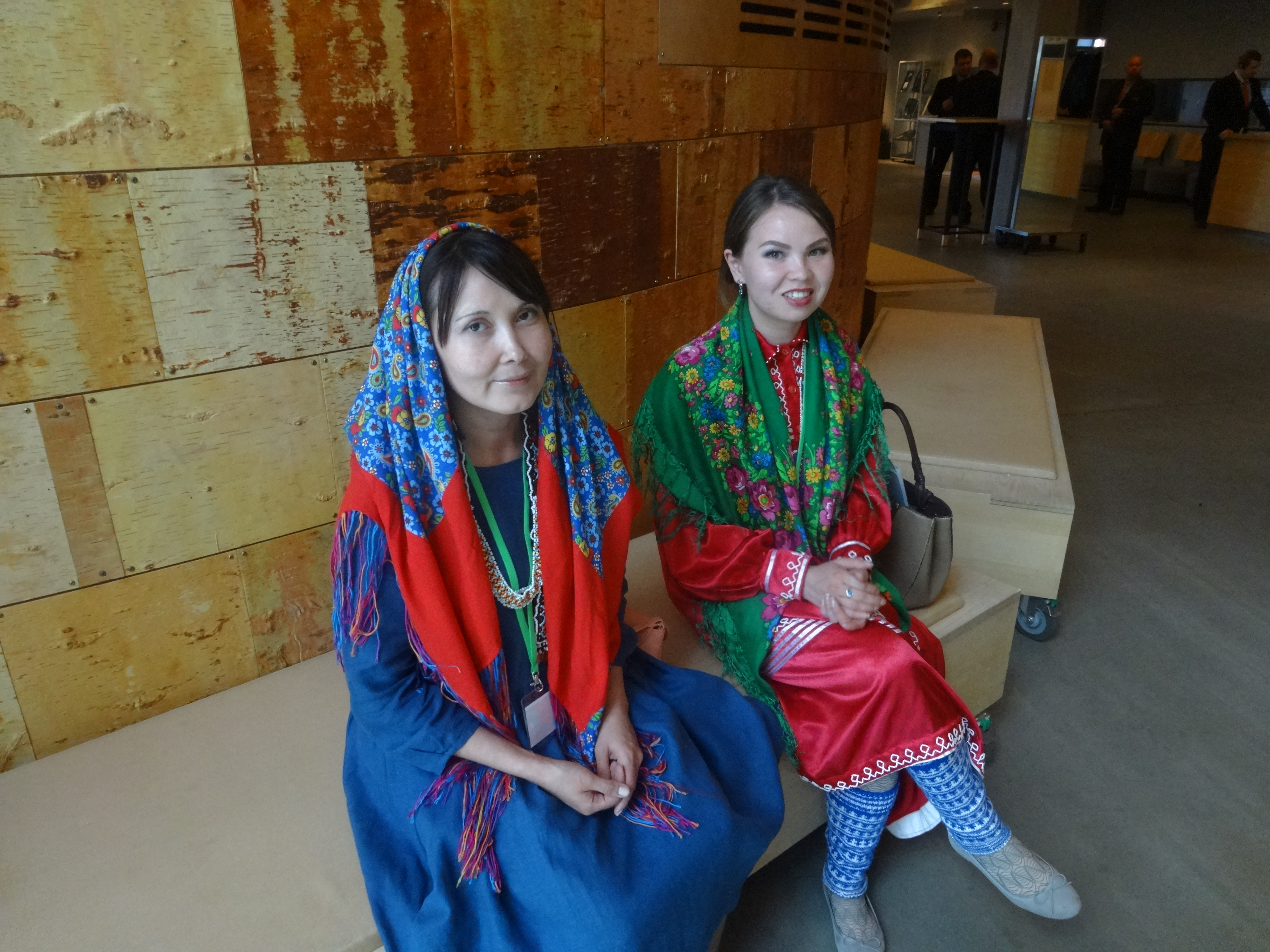
VII Congrés Mundial de pobles ugrofinesos

La cultura dels pobles ugrofinesos és el resultat d'una llarga evolució adaptativa a entorns naturals exigents i d'interaccions històriques amb altres grups ètnics. Aquesta cultura es manifesta en diversos àmbits, com ara la música, la dansa, la mitologia, les formes de vida i els sistemes socials tradicionals. Les cançons tradicionals, sovint cantades en forma de runes o poemes èpics com el "Kalevala" finlandès, tenen un paper fonamental en la transmissió oral de coneixement i llegendes ancestrals.
Pel que fa a la religió, la major part dels pobles ugrofinesos van practicar formes de xamanisme i animisme abans de la cristianització. Creien en esperits de la natura, de les llars i dels avantpassats, i atribuïen propietats sagrades a certs llocs naturals com fonts, arbres o muntanyes. Aquest sistema de creences es manifestava en rituals de sacrifici, danses cerimonials i l’ús de tambors xamànics per comunicar-se amb el món espiritual.

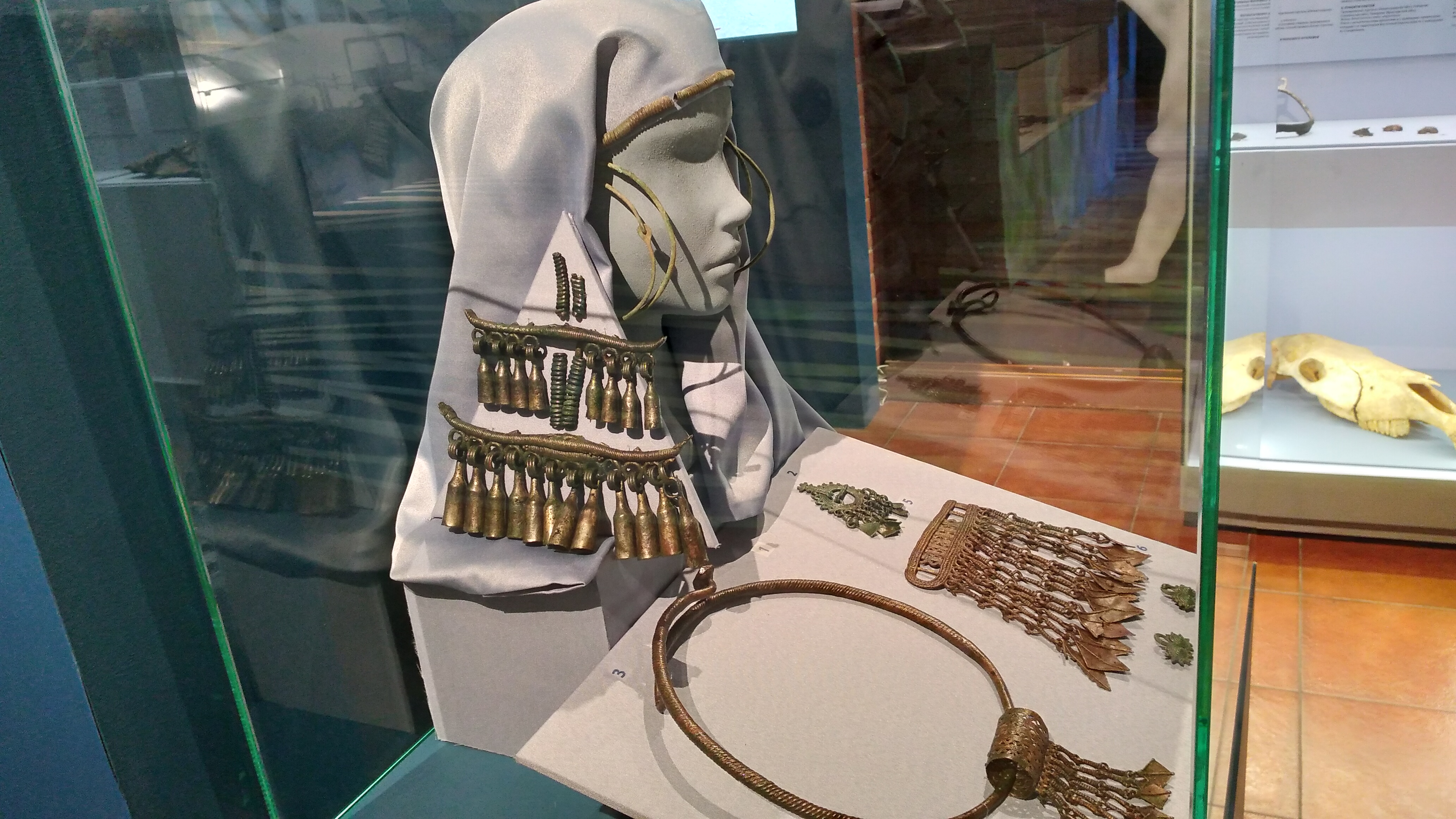
Decoracions d'un vestit d'una dona ugrofinesa del segle VIII-XI

Amb l’arribada de les missions cristianes, especialment a partir del segle XI en el cas de les comunitats fineses i del segle XIV per als pobles de l'interior rus, es va iniciar un procés de conversió que, en molts casos, es va integrar parcialment amb les pràctiques religioses preexistents. Així, per exemple, a moltes regions es mantenen encara costums sincrètics com la celebració d’antigues festes agrícoles sota un marc cristià.
En l’actualitat, les creences religioses dels pobles ugrofinesos són diverses i reflecteixen tant les influències històriques com els processos de secularització moderns. A Finlàndia i Estònia, el protestantisme luterà és predominant, mentre que a les repúbliques autònomes de Rússia, com Komi, Mari El o Udmúrtia, conviuen el cristianisme ortodox, les pràctiques neopagans i, en alguns casos, formes renovades de xamanisme. Aquest pluralisme reflecteix la complexitat cultural i identitària d'aquests pobles, així com els seus esforços contemporanis per preservar la pròpia herència espiritual i simbòlica.

## Situació actual i revitalització
Actualment, molts pobles ugrofinesos enfronten desafiaments considerables pel que fa a la preservació de la seva llengua, cultura i identitat. La globalització, la migració urbana, les polítiques de centralització lingüística i l’ús predominant de llengües estatals com el rus o el finès han contribuït a una disminució significativa del nombre de parlants actius de moltes llengües ugrofineses, especialment aquelles parlades per comunitats petites o geogràficament aïllades.

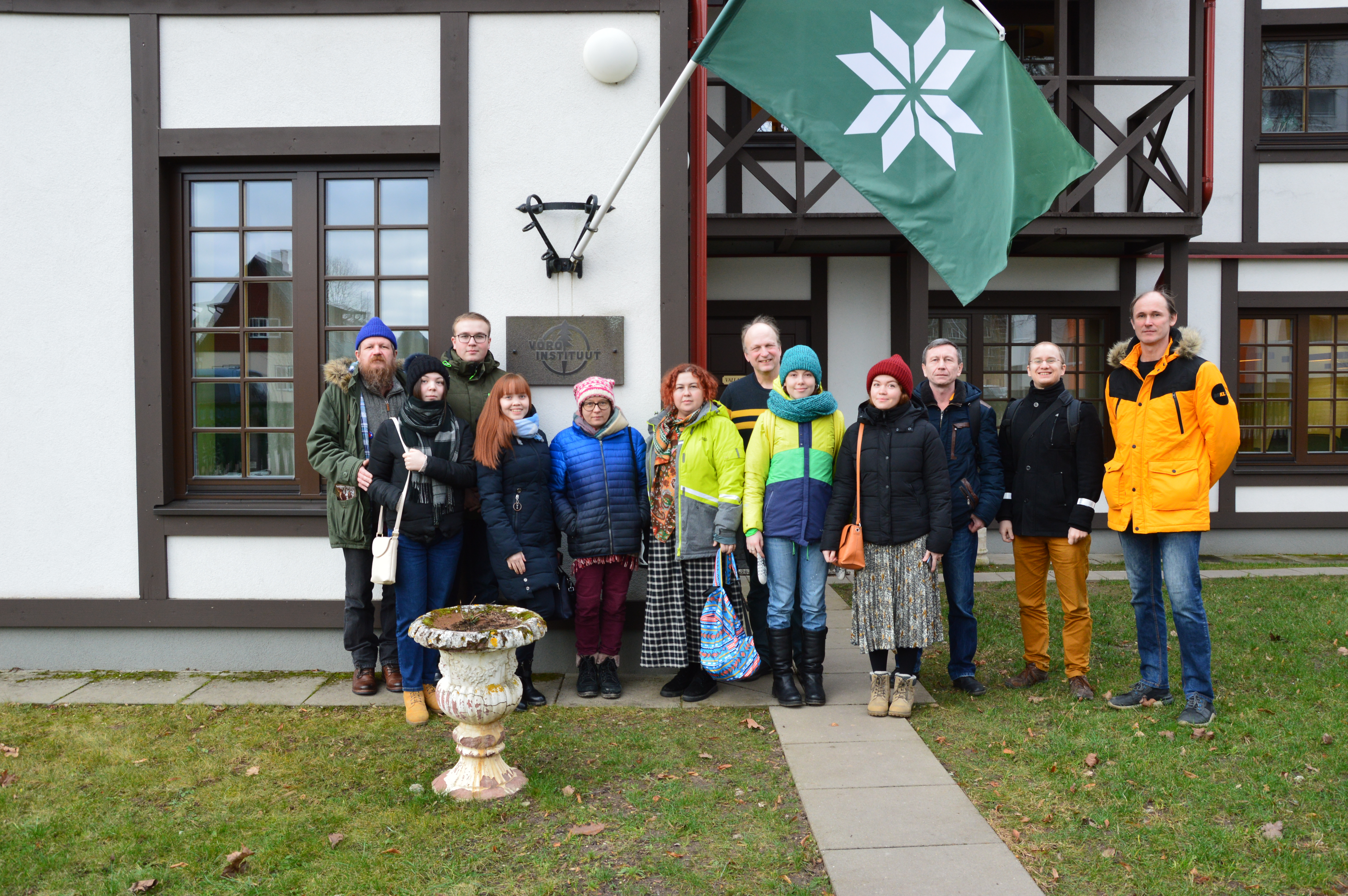
Participants del wikiseminar ugrofinès de 2020

Tanmateix, hi ha un moviment creixent de revitalització cultural i lingüística en diverses regions. Organitzacions locals, institucions educatives i governs autonòmics han iniciat programes per a l’ensenyament de les llengües natives a escoles i universitats, així com per a la publicació de materials en llengua pròpia, com llibres de text, literatura, música i contingut digital. Aquestes iniciatives sovint compten amb el suport de la UNESCO i d’organitzacions europees dedicades a la protecció de minories lingüístiques.
A més, festivals culturals, congressos internacionals i intercanvis juvenils han contribuït a enfortir el sentiment de pertinença i a reforçar la identitat col·lectiva dels pobles ugrofinesos. La difusió de mitjans digitals i xarxes socials també ha permès crear comunitats virtuals on es comparteixen recursos, es parla la llengua i es debat sobre qüestions identitàries i polítiques.
Un altre aspecte destacable és l’establiment d'institucions culturals dedicades a la investigació i promoció de les llengües i tradicions ugrofineses, com ara centres d'estudis uràlics i museus etnogràfics. Alguns estats, com Finlàndia i Estònia, han mostrat un compromís ferm amb la preservació de la seva herència lingüística, promovent legislacions de protecció i fomentant la producció cultural en llengües pròpies.
En conjunt, la situació actual dels pobles ugrofinesos és complexa i desigual segons el territori, però també està marcada per una clara voluntat de resistència i recuperació cultural. A través de l’educació, la producció cultural i la cooperació transnacional, aquestes comunitats lluiten per assegurar la continuïtat del seu llegat en el context contemporani.

## Importància en l'estudi lingüístic i antropològic

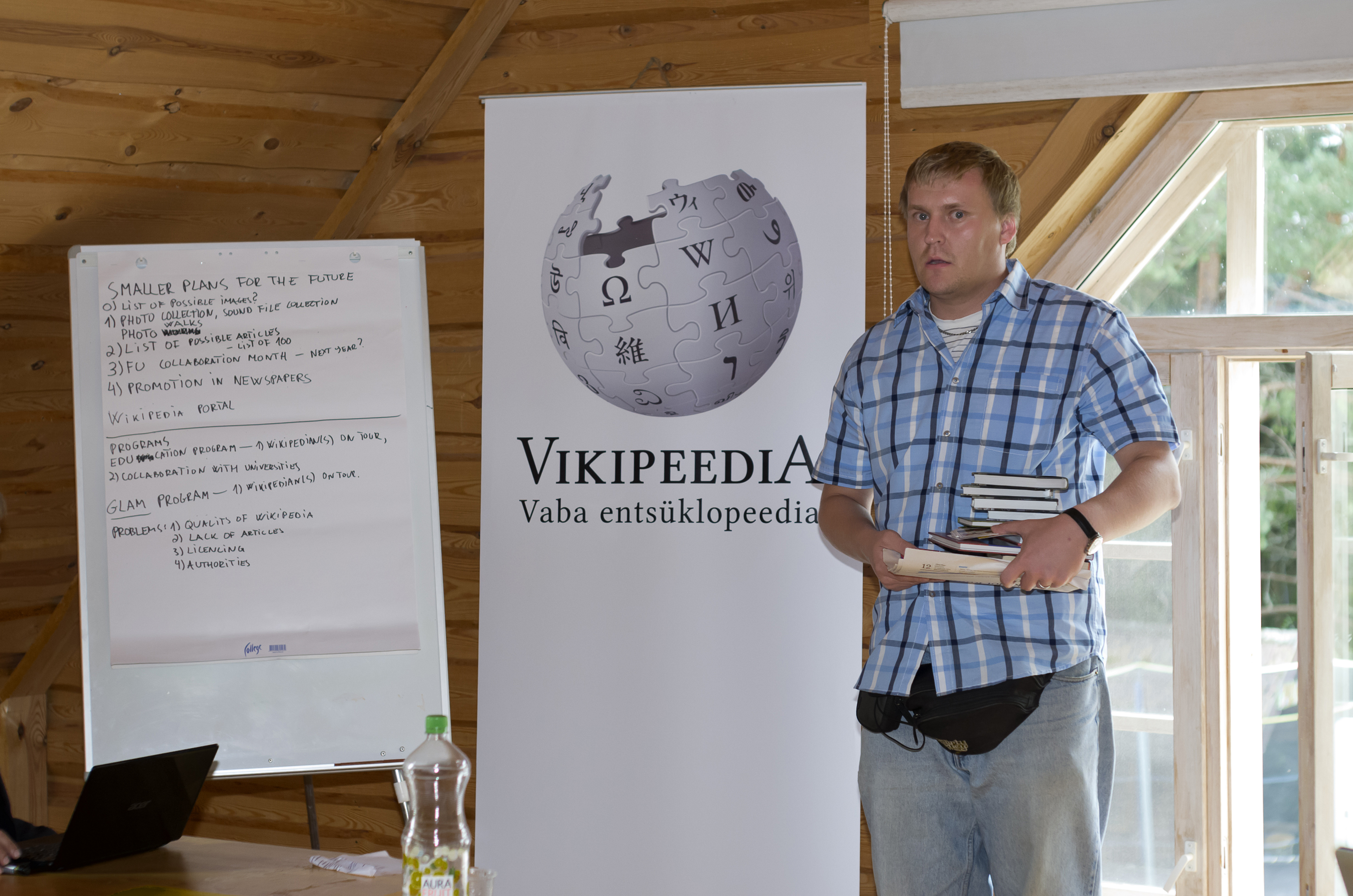
Wikiseminar ugrofinès

Els pobles ugrofinesos tenen un paper fonamental en els àmbits de la lingüística històrica i l'antropologia cultural, ja que constitueixen un conjunt de comunitats amb característiques pròpies que permeten estudiar processos d’evolució lingüística, d’adaptació ecològica i d’interacció intercultural en regions geogràfiques complexes. Les llengües ugrofineses, com a branca principal de la família uràlica, ofereixen dades rellevants per reconstruir llengües ancestrals i per entendre l’estructura tipològica de les llengües aglutinants, amb una morfologia verbal rica i un sistema de casos ampli.
Aquestes llengües també han estat útils per estudiar la relació entre llengua i identitat ètnica, especialment en contextos de pressió assimiladora i de revitalització. La coexistència de les llengües ugrofineses amb idiomes indoeuropeus, túrquics i paleosiberians ofereix un laboratori viu per a l'estudi del contacte lingüístic, la interferència i la substitució lingüística, així com per entendre la resiliència de les llengües minoritàries en entorns políticament dominats per llengües hegemòniques.

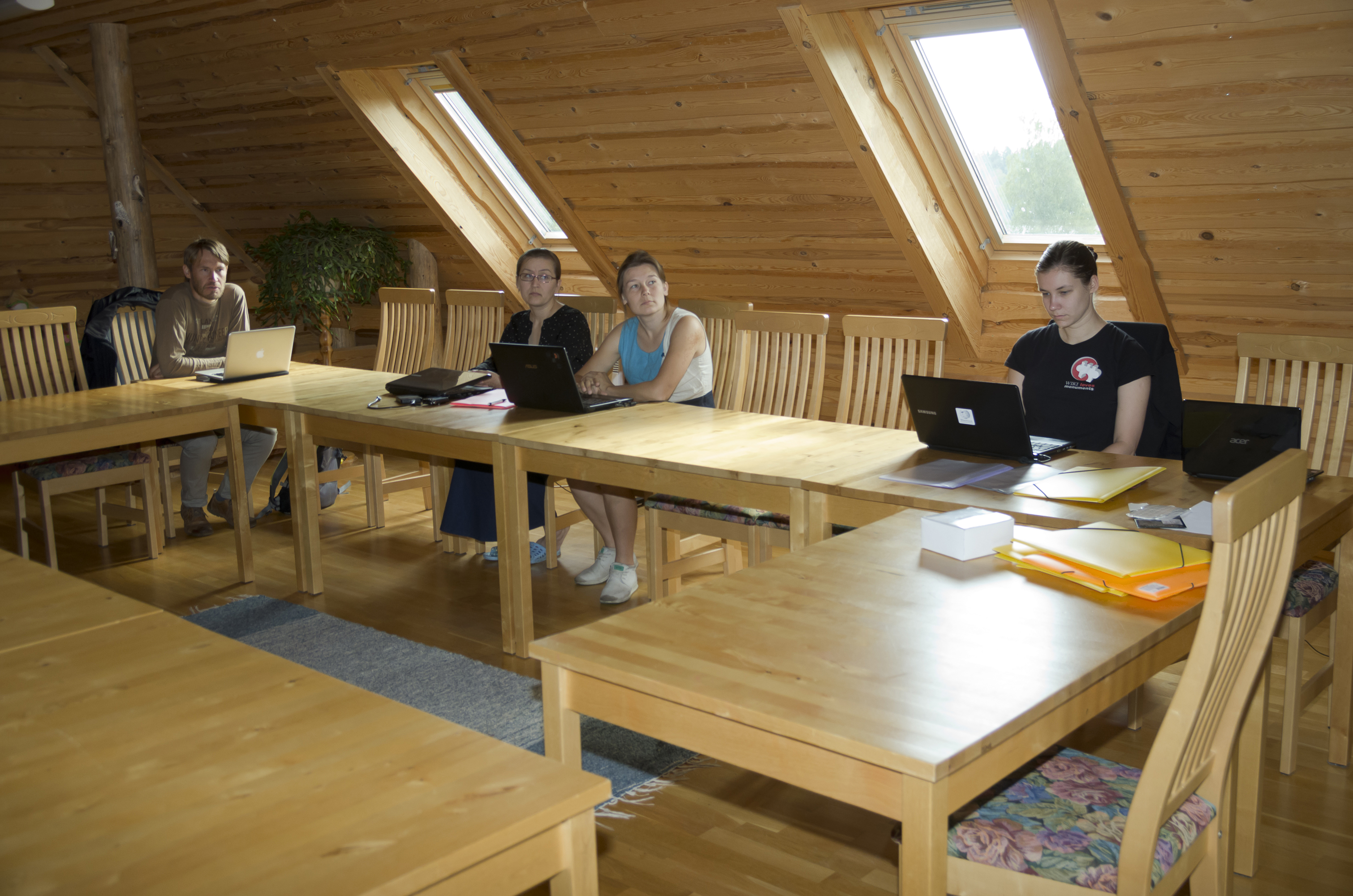
Wikiseminar ugrofinès

Des del punt de vista antropològic, els pobles ugrofinesos aporten informació valuosa sobre formes tradicionals d’organització social, relacions amb l’entorn natural i sistemes de creences ancestrals. Les seves pràctiques rituals, el simbolisme cosmològic i els mecanismes de transmissió oral del coneixement són elements claus per a la comprensió de les societats preindustrials de l’Euràsia septentrional. En aquest sentit, la seva cultura material —incloent l’arquitectura vernacular, l’artesania, la indumentària i les tècniques de subsistència— constitueix una font essencial per a l’estudi de l’ecologia cultural.
La documentació etnogràfica i lingüística sobre aquests pobles ha estat especialment rellevant en contextos de revitalització contemporània, ja que ha permès recuperar elements culturals oblidats o marginats. A més, els estudis comparatius entre els pobles ugrofinesos i altres grups uràlics o àrtics han contribuït a construir marcs teòrics més amplis sobre migració, adaptació i persistència cultural.
Finalment, cal destacar la importància d’aquests pobles en els debats actuals sobre drets culturals, diversitat lingüística i patrimoni immaterial. El reconeixement internacional de les llengües i cultures ugrofineses reforça la idea que la diversitat cultural no és un obstacle per a la modernització, sinó un recurs vital per al desenvolupament sostenible i per a la comprensió global de la humanitat. Per tant, l’estudi dels pobles ugrofinesos és no només una qüestió acadèmica, sinó també un compromís amb la pluralitat i la justícia cultural.